# Таёжная, Ольга Петровна
Ольга Петровна Таёжная (Чешуина) (3 декабря 1911, Москва — 30 апреля 2007, там же) — русский, советский скульптор.

## Биография
Родилась в Москве. Её отец, Пётр Чешуин, был известным скульптором. После революции 1917 года он увёз семью на Алтай, подальше от военных действий, политических страстей и голода. Проведя в тех краях несколько лет, он вернулся в Москву и взял псевдоним «Таёжный». Став художником, Ольга также приняла двойную фамилию.
Одним из первых учителей Таёжной, помимо отца, был известный русский гравёр И. Н. Павлов.
В 1926 году окончила Вичугскую семилетнюю школу. В этот год семья вернулась в Москву.
В 1928—1929 гг. училась в 19-й советской трудовой школе первой ступени семилетки.
В 1929 году окончила скульптурную студию Бауманского отдела народного образования г. Москвы
В кон. 1920-х — 1930-е гг. О. П. Таёжная также обучалась в мастерской отца.
Творческая карьера Таёжной началась рано. Первая монументальная работа скульптора, выполненная в начале 1930-х годов, была установлена на павильоне Киргизской Республики Всесоюзной сельскохозяйственной выставки. Сперва члены художественной комиссии скептически отнеслись к эскизу молодого скульптора, но Таёжную поддержал известный архитектор Иофан, и она выиграла конкурс и завершила композицию.
Вскоре после этого она подала заявление на вступление в Московское отделение Союза художников СССР. На заседании комиссии председательствовала скульптор Вера Мухина, которая сочла, что Ольга Таёжная слишком молода, и что ей следует сперва получить художественное образование. Когда же в 1933 году Ольга Таёжная добилась, чтобы её кандидатуру и работы рассматривало общее собрание членов Союза, Мухина проголосовала «за».
В 1935 году Ольга Таёжная работала на киностудии Мосфильм у режиссёра Александра Птушко, который снимал детскую анимационно-игровую комедию «Новый Гулливер». Ольга лепила лилипутов.
Во время Великой Отечественной войны несколько раз ездила на фронт, выполняла портреты различных военачальников. Участвовала в выставках по военной тематике.
Победитель конкурса Театрального музея им. А. А. Бахрушина на скульптуру балерины Гельцер в танце из балета «Красный мак».
В 1960—1970-х годах работала на Дулёвском фарфором заводе — в городе Ликино-Дулёво. Отдельные её работы были изготовлены на чугунолитейном заводе в г. Касли — знаменитое каслинское литьё.
Скульптурная работа Таёжной «Утро», изображающая молодую женщину, расчёсывающую волосы перед зеркалом, получила высшие награды на выставках в Нью-Йорке и Париже. Среди известных работ скульптора также балетная серия, выполненная в фарфоре, в том числе персонажи Жизель, Мария, Одетта, Зарема.
В последние годы творческой деятельности Таёжная много времени посвятила керамике, изготавливая уникальные камины и изразцы. В основе работ — русские сказочные персонажи: русалки, грифоны, птица Феникс.
Многие работы Таёжной, прежде всего, выполненные в фарфоре небольшие статуэтки в стиле соцреализма, находятся в коллекциях разных стран мира.
Похоронена в Москве на Донском кладбище (4 уч.).  рядом с родителями, здесь младшая сестра Таежная  Галина Петровна ( урожд. Чешуина 1914 - 1982) – скульптор, активно занималась лыжным спортом и в 1940 году стала первой советской чемпионкой по горному спуску.и первой женщиной, спустившейся на лыжах с восточной вершины Эльбруса..Она была удостоена звания мастера спорта  и дочь О.П.Таежной  Евстафьева Ольга Александровна (1936-2018) - скульптор, член Союза художников СССР.